# Serena (attrice pornografica)
Serena (20 febbraio 1951) è un'ex attrice pornografica statunitense, inserita nel 2019 nella AVN Hall of Fame per la sua attività pionieristica nel cinema per adulti. La sua carriera durò dai primi anni '70 fino alla fine degli anni '80.

## Biografia
Da bambina visse per un po' alle Hawaii e prese lezioni di danza e canto. Fuggì di casa quando era ancora adolescente e si trasferì a Los Angeles, dove lavorò come cameriera prima di essere scoperta da una truccatrice di film per adulti.
Serena iniziò la propria attività nel campo dell'industria del sesso come modella e realizzò nudi per riviste maschili come Hustler, High Society , Oui e Gallery. Con il suo viso grazioso, i capelli biondo-fulvi, la carnagione pallida e la silhouette sottile ma ben fatta, Serena divenne un'attrattiva importante per i film hardcore. La sua vivace e disinibita volontà di dedicarsi a tutte le tipologie di attività sessuali sullo schermo (comprese quelle più estreme) rafforzò ulteriormente la sua notevole fama.
Per due anni, alla fine degli anni '70, fu la fidanzata della leggendaria star porno Jamie Gillis  e realizzò con lui diversi film che si distinguono per il loro contenuto sessuale estremo (spesso svolse con Gillis il ruolo passivo in scene esplicite di sesso a tema sadomasochista).
Fu brevemente sposata con l'attore pornografico Thomas Blaquelord, da cui nel 1977 ebbe una figlia di nome Lucy Sky Diamond Blaquelord. Dopo aver lasciato il mondo del porno, Serena intraprese una carriera artistica specializzata in dipinti erotici nella zona della Baia di San Francisco.

## Filmografia

### 1975
- Fantasm
- HoneyPie
- Maids
- Marilyn and the Senator
- Ping Pong
- Teenage Playmates (non accreditata)
- Quella Porno-Erotica di Mia Moglie (come Zarina Guillian)
- Massage Parlor Wife (come Jen Gillian)
- Black Lolita (non accreditata)

### 1976
- Love Lust and Violence
- Sweet Cakes
- Un corpo che urla
- Hi School Honies
- Fantasm (episodio "Blood Orgy")
- The Journey of O (non accreditata)
- Honey Pie

### 1977
- Hot Honey
- Teenage Cruisers
- Hot Cookies
- Fantasm Comes Again (episodio "True Confession")
- The Abduction of Lorelei (come Jenn Gillian)
- Young, Hot 'n Nasty Teenage Cruisers
- Candi Girl

### 1978
- Abduction of Lorelei
- Blond Emanuelle
- Blue Voodoo
- K-Sex
- Lust at First Bite
- People
- Sensual Encounters of Every Kind
- Taste of Sugar
- Teenage Playmates
- A Taste of Sugar
- Dracula... Ti succhio
- Honky Tonk Nights
- Hot Honey
- I porno incontri
- People (Parte 1 The Game) (come Sirena)
- The Disco Dolls in Hot Skin

### 1979
- For the Love of Pleasure (non accreditata)
- 10 (non accreditata)
- 800 Fantasy Lane
- Blonde in Black Silk
- Bound'
- Candi Girl
- Chop Stix
- Deep Rub
- Female Athletes
- Fulfilling Young Cups
- Getting Off
- Hardcore (non accreditata)
- Heavenly Desire
- Honeysuckle Rose
- Inside Desiree Cousteau
- Intimità bagnate
- John Holmes and the All-Star Sex Queens (Collection)
- N.Y. Babes
- O.Z. Productions
- Pleasure Palace
- Quando l'amore non è perversione
- Screwples
- Sensual Fire
- Serena: An Adult Fairytale
- Small Town Girls
- Summertime Blue
- Swedish Erotica Film 1118
- Taxi Girls
- That's Erotic
- That's Porno
- The Ecstasy Girls
- Weekend Tail

### 1980
- Night Flight
- Accouplements pour voyeurs  (come Serena Blacklord)
- Afternoon Delights
- Aunt Peg
- Best of Porno
- Chained
- Co-Ed Fever
- Diamond Collection
- Erotic World of Serena
- Fort Bronx (come Serena Blacquelord)
- Honey Throat
- Hot Love
- Hot Young Widows 2
- Insatiable
- Joys of Erotica 2
- Joys of Erotica Film 232
- Joys of Erotica Film 237
- La grande ammucchiata
- Le droit de cuissage
- Mai Lin Versus Serena
- Night Flight
- Nymphomanes
- Olympic Fever
- Parties carrées campagnardes
- Pleasure Productions 2
- Pornografia campagnola
- Princess Seka
- Raincoat Crowd
- Rockin' with Seka
- Rolls Royce 2
- Screwples
- Seduction of Cindy
- Sensuous Caterer
- Sensuous Detective
- Sexual Heights
- Submission of Serena (non accreditata)
- Taste of Sugar
- Tenderloins
- The Seduction of Cindy
- The Sensuous Detective
- Ultra Flesh
- Undulations

### 1981
- All the King's Ladies
- Desire For Men
- Every Which Way She Can
- Extremes
- Fantasy Factor
- Limited Edition Film 114
- Limited Edition Film 123
- Mitchell Brothers
- Never So Deep
- Passion Toys
- Physical
- Profondo erotico
- Sexual Heights
- Small Town Girls
- Submission of Serena
- Swedish Erotica  2
- Swedish Erotica 10 (Compilation)
- Swedish Erotica 12
- Swedish Erotica 8
- Trashi
- Undulations

### 1982
- Anticipation
- Best of Rafaelli 1
- Best of Rafaelli 2
- Bondage Fantasies
- Bound In Latex
- Double Pleasure (Compilation)
- Erotica Collection 2
- Every Which Way She Can
- Inspirations
- Peep Shows 3
- Peep Shows: All Lesbian
- Peep Shows: Blonde Goddesses

### 1983
- Back Door Girls
- Blue Confessions
- Fantasex Island
- Fantasy Follies
- Flight Sensations
- Inspirations
- Intimate Realities 1
- Merle Michael's Fantasies
- Reincarnation of Serena
- Romeo and Juliet
- Turbo Sex
- Wine Me, Dine Me, 69 Me (Compilation)
- Swedish Erotica 45  (Compilation)

### 1984
- Anal Annie and the Backdoor Housewives 1
- Blue Ribbon Blue
- Blue Voodoo (non accreditata)
- Cherry Ettes for Hire
- Erotic Fantasies 7
- Fantasy Follies II
- Hot Bodies
- Hot Ones
- John Holmes Exposed
- Joys of Erotica 102

### 1985
- Cumshot Revue 2
- Dirty Pictures
- Erotic Gold 2
- Free and Foxy
- Secrets of Seka
- Swedish Erotica 2 (Compilation)
- Swedish Erotica Hard 16 (Compilation)
- Swedish Erotica Hard 2 - Asian Delights (Compilation)
- Swedish Erotica Hard 27

### 1986
- Afro Erotica 5 (Compilation)
- Afternoon Delights
- Behind the Brown Door
- Best of Male Domination 1: Her Pleasure to Serve
- Best of Male Domination 2: Men in Control
- Chuck & Di in Heat
- Educating Serina
- Girls Who Dig Girls 2
- Great Sex Scenes  (Compilation)

### 1987
- Back To Back
- Behind Closed Doors
- Blacks and Blondes 54
- Legends of Porn
- Legends of Porn 1
- Spanked Students
- Blue Vanities 16
- Tales from the Chateau

### 1988
- Blue Vanities 42
- Blue Vanities 53
- Blue Vanities 56
- Blue Vanities 69
- Blue Vanities 71
- Blue Vanities 77
- Blue Vanities 80
- Classic Seka
- Forbidden Worlds
- Men in Control
- Outrageous Orgies 1

### 1989
- Ginger Lynn And Co (Compilation)
- Le Sex De Femme 3
- Only the Best from Europe

### 1990
- Arrow's 80's Ladies 4

### 1991
- I Did Them All!

### 1992
- Swedish Erotica Hard 2
- True Legends of Adult Cinema - Unsung Superstars (Compilation)

### 1993
- Best of Double Penetration
- Erotica Hard 16
- Fetish Fever
- True Legends of Adult Cinema: The Unsung Superstars

### 1994
- Blue Vanities S-522
- Blue Vanities 246

### 1996
- Blue Ribbon Blue
- Blue Vanities 203
- Blue Vanities S-612
- Passion Toys LBO Entertainment (Compilation)

### 1999
- Blue Vanities S-629

### 2000
- Very Best of Seka

### 2002
- Tribute to the King 1 (Compilation)
- Tribute To The King 2 (Compilation)

### 2003
- Seka's Oriental Massage
- Swedish Erotica 4Hr 1
- Swedish Erotica 4Hr 12
- Swedish Erotica 4Hr 2
- Swedish Erotica 4Hr 6

### 2004
- Golden Age of Porn: Desiree Cousteau
- Hogtied Sluts
- Leslie Bovee Collection
- Revolt of the Bondage Models
- Strokin' to the Oldies: Seka

### 2005
- Brooke West Collection

### 2006
- Very Best of Desirée Cousteau
- Very Best of Serena

### 2007
- Porn Star Legends: Serena

### 2014
- Dark Haired Vixens

### 2018
- Dames and Dreams

### Senza data
- Auto-Erotic Practices
- Bootie Road
- Captives
- Chuck and Di in Heat Dreamland
- Creme De La Face 10 - Cum Dome
- Cum Brothers 15 - Hot Primal Sex (Compilation)
- Finger Pleasures 4
- Fresh Faces 12
- Getting Off - Slaves of Love
- Homegrown Video 422
- Hotel Pleasures - Do Drop Inn
- I'll Blow You to Kingdom Cum
- Outrageous Orgies 4
- Playing for Passion
- Porno Mania 6
- Pretty Anal Ladies 8
- Pussy Pumpers (Compilation)
- Sex Adz 2 - Doc's House
- Sweet Kicks
- Triple Play 75
- Wall To Wall The Series 4